# كي كولوني بيتش
كي كولوني بيتش (بالإنجليزية: Key Colony Beach)‏ هي مدينة أمريكية تقع في ولاية فلوريدا. تبلغ مساحة هذه المدينة 1.7 (كم²)،ويبلغ عدد سكانها 788 نسمة حسب إحصاء سنة 2010 م 788.تشير إحصاءات سنة 2000م بأن الكثافة السكانية في هذه المدينة تقدر بـ(463.5) نسمة/كم2 